# 1908–1909 az angol labdarúgásban
Az 1908–1909-es szezon az angol labdarúgás 38. szezonja volt.

## Áttekintés
A Tottenham Hotspur első szezonját játszotta a Football League-ben, és máris a feljutást érő második helyet szerezte meg a másodosztályban. A Spurs a Bradford Park Avenue-val együtt a Lincoln City és a Stoke helyett versenyeztek a bajnokságban.
Ebben a szezonban egy új verseny vette kezdetét, a Charity Shield, vagyis az angol szuperkupa, egy mérkőzés a profi liga és az amatőr liga bajnoka között. A cím első tulajdonosa a Manchester United lett, a megismételt döntőben a Queens Park Rangers csapatát győzték le.

## Sikerek
| Kiírás            | Győztes           |
| ----------------- | ----------------- |
| First Division    | Newcastle United  |
| Second Division   | Bolton Wanderers  |
| FA-kupa           | Manchester United |
| Charity Shield    | Manchester United |
| Home Championship | Anglia            |

## Bajnokságok

### First Division
|    |                   | M  | GY | D  | V  | LG | KG  | GA    | Pont |
| -- | ----------------- | -- | -- | -- | -- | -- | --- | ----- | ---- |
| 1  | Newcastle United  | 38 | 24 | 5  | 9  | 65 | 41  | 1.585 | 53   |
| 2  | Everton           | 38 | 18 | 10 | 10 | 82 | 57  | 1.439 | 46   |
| 3  | Sunderland        | 38 | 21 | 2  | 15 | 78 | 63  | 1.238 | 44   |
| 4  | Blackburn Rovers  | 38 | 14 | 13 | 11 | 61 | 50  | 1.220 | 41   |
| 5  | The Wednesday     | 38 | 17 | 6  | 15 | 67 | 61  | 1.098 | 40   |
| 6  | Woolwich Arsenal  | 38 | 14 | 10 | 14 | 52 | 49  | 1.061 | 38   |
| 7  | Aston Villa       | 38 | 14 | 10 | 14 | 58 | 56  | 1.036 | 38   |
| 8  | Bristol City      | 38 | 13 | 12 | 13 | 45 | 58  | 0.776 | 38   |
| 9  | Middlesbrough     | 38 | 14 | 9  | 15 | 59 | 53  | 1.113 | 37   |
| 10 | Preston North End | 38 | 13 | 11 | 14 | 48 | 44  | 1.091 | 37   |
| 11 | Chelsea           | 38 | 14 | 9  | 15 | 56 | 61  | 0.918 | 37   |
| 12 | Sheffield United  | 38 | 14 | 9  | 15 | 51 | 59  | 0.864 | 37   |
| 13 | Manchester United | 38 | 15 | 7  | 16 | 58 | 68  | 0.853 | 37   |
| 14 | Nottingham Forest | 38 | 14 | 8  | 16 | 66 | 57  | 1.158 | 36   |
| 15 | Notts County      | 38 | 14 | 8  | 16 | 51 | 48  | 1.063 | 36   |
| 16 | Liverpool         | 38 | 15 | 6  | 17 | 57 | 65  | 0.877 | 36   |
| 17 | Bury              | 38 | 14 | 8  | 16 | 63 | 77  | 0.818 | 36   |
| 18 | Bradford City     | 38 | 12 | 10 | 16 | 47 | 47  | 1.000 | 34   |
| 19 | Manchester City   | 38 | 15 | 4  | 19 | 67 | 69  | 0.971 | 34   |
| 20 | Leicester Fosse   | 38 | 8  | 9  | 21 | 54 | 102 | 0.529 | 25   |

### Second Division
|    |                         | M  | GY | D  | V  | LG | KG | GA    | Pont |
| -- | ----------------------- | -- | -- | -- | -- | -- | -- | ----- | ---- |
| 1  | Bolton Wanderers        | 38 | 24 | 4  | 10 | 59 | 28 | 2.107 | 52   |
| 2  | Tottenham Hotspur       | 38 | 20 | 11 | 7  | 67 | 32 | 2.094 | 51   |
| 3  | West Bromwich Albion    | 38 | 19 | 13 | 6  | 56 | 27 | 2.074 | 51   |
| 4  | Hull City               | 38 | 19 | 6  | 13 | 63 | 39 | 1.615 | 44   |
| 5  | Derby County            | 38 | 16 | 11 | 11 | 55 | 41 | 1.341 | 43   |
| 6  | Oldham Athletic         | 38 | 17 | 6  | 15 | 55 | 43 | 1.279 | 40   |
| 7  | Wolverhampton Wanderers | 38 | 14 | 11 | 13 | 56 | 48 | 1.167 | 39   |
| 8  | Glossop                 | 38 | 15 | 8  | 15 | 57 | 53 | 1.075 | 38   |
| 9  | Gainsborough Trinity    | 38 | 15 | 8  | 15 | 49 | 70 | 0.700 | 38   |
| 10 | Fulham                  | 38 | 13 | 11 | 14 | 58 | 48 | 1.208 | 37   |
| 11 | Birmingham              | 38 | 14 | 9  | 15 | 58 | 61 | 0.951 | 37   |
| 12 | Leeds City              | 38 | 14 | 7  | 17 | 43 | 53 | 0.811 | 35   |
| 13 | Grimsby Town            | 38 | 14 | 7  | 17 | 41 | 54 | 0.759 | 35   |
| 14 | Burnley                 | 38 | 13 | 7  | 18 | 51 | 58 | 0.879 | 33   |
| 15 | Clapton Orient          | 38 | 12 | 9  | 17 | 37 | 49 | 0.755 | 33   |
| 16 | Bradford Park Avenue    | 38 | 13 | 6  | 19 | 51 | 59 | 0.864 | 32   |
| 17 | Barnsley                | 38 | 11 | 10 | 17 | 48 | 57 | 0.842 | 32   |
| 18 | Stockport County        | 38 | 14 | 3  | 21 | 39 | 71 | 0.549 | 31   |
| 19 | Chesterfield            | 38 | 11 | 8  | 19 | 37 | 67 | 0.552 | 30   |
| 20 | Blackpool               | 38 | 9  | 11 | 18 | 46 | 68 | 0.676 | 29   |

M = Játszott mérkőzések; GY = Megnyert mérkőzések; D = Döntetlen mérkőzések; V = Elvesztett mérkőzések; LG = Lőtt gólok; KG = Kapott gólok; GA = Gólátlag; Pont = Szerzett pontok

## Angol válogatott
Az angol labdarúgó-válogatottnak sikeres volt a szezon; megnyerték az 1909-es brit hazai bajnokságot, és három győzelmet is elkönyvelhettek közép-európai útjuk során.

### Eredmények
| 1909. február 13. | Anglia                                        | 4–0 | Írország | Park Avenue, Bradford |
| 1909. február 13. | Vivian Woodward 2, George Hilsdon 2 (1 11-es) |     |          | Park Avenue, Bradford |

| 1909. március 15. | Anglia                      | 2–0 | Wales | City Ground, Nottingham |
| 1909. március 15. | George Holley, Bert Freeman |     |       | City Ground, Nottingham |

| 1909. április 3. | Anglia        | 2–0 | Skócia | The Crystal Palace, London |
| 1909. április 3. | George Wall 2 |     |        | The Crystal Palace, London |

### Európai körút

#### Játékosok
| Név                 | Poszt | Klub                 | Mérkőzések | Gólok |
| ------------------- | ----- | -------------------- | ---------- | ----- |
| Arthur Bridgett     | LW    | Sunderland           | 3          | 1     |
| Bob Crompton        | RB    | Blackburn Rovers     | 3          | 0     |
| Harold John Fleming | FW    | Swindon Town         | 2          | 3     |
| Harold Halse        | FW    | Manchester United    | 1          | 2     |
| Sam Hardy           | GK    | Liverpool            | 3          | 0     |
| George Holley       | FW    | Sunderland           | 3          | 4     |
| Evelyn Lintott      | LH    | Bradford City        | 2          | 0     |
| Jesse Pennington    | LB    | West Bromwich Albion | 3          | 0     |
| Fred Pentland       | RW    | Middlesbrough        | 3          | 0     |
| George Richards     | LH    | Derby County         | 1          | 0     |
| Ben Warren          | RH    | Chelsea              | 3          | 1     |
| Billy Wedlock       | CH    | Bristol City         | 3          | 0     |
| Vivian Woodward     | CF    | Tottenham Hotspur    | 3          | 9     |

##### Key
- GK – Kapus
- RB – Jobbhátvéd
- LB – Balhátvéd
- CB – Középhátvéd
- CH – Középfedezet
- LH – Balfedezet
- RH – Jobbfedezet
- RW – Jobb szélső
- LW – Bal szélső
- FW – Csatár
- CF – Középcsatár

#### Mérkőzések
| 1909. május 29. | Magyarország                | 2–4           | Anglia                                             | Millenáris Sportpálya, Budapest Nézőszám: 10 000 Játékvezető: Christiaan J Groothoff |
| 1909. május 29. | Késmárky Ákos, Grósz József | (Jegyzőkönyv) | Vivian Woodward 2, Harold Fleming, Arthur Bridgett | Millenáris Sportpálya, Budapest Nézőszám: 10 000 Játékvezető: Christiaan J Groothoff |

| 1909. május 31. | Magyarország                   | 2–8           | Anglia                                               | Millenáris Sportpálya, Budapest Nézőszám: 11 000 Játékvezető: Hugo Meisl |
| 1909. május 31. | Schlosser Imre, Mészáros Árpád | (Jegyzőkönyv) | Vivian Woodward 4, Harold Fleming 2, George Holley 2 | Millenáris Sportpálya, Budapest Nézőszám: 11 000 Játékvezető: Hugo Meisl |

| 1909. június 1. | Ausztria         | 1–8           | Anglia                                                         | Hohe Warte Stadion, Bécs Nézőszám: 3 000 Játékvezető: Schubert Ferenc ( |
| 1909. június 1. | Leopold Neubauer | (Jegyzőkönyv) | Vivian Woodward 3, George Holley 2, Harold Halse 2, Ben Warren | Hohe Warte Stadion, Bécs Nézőszám: 3 000 Játékvezető: Schubert Ferenc ( |